# Polperro

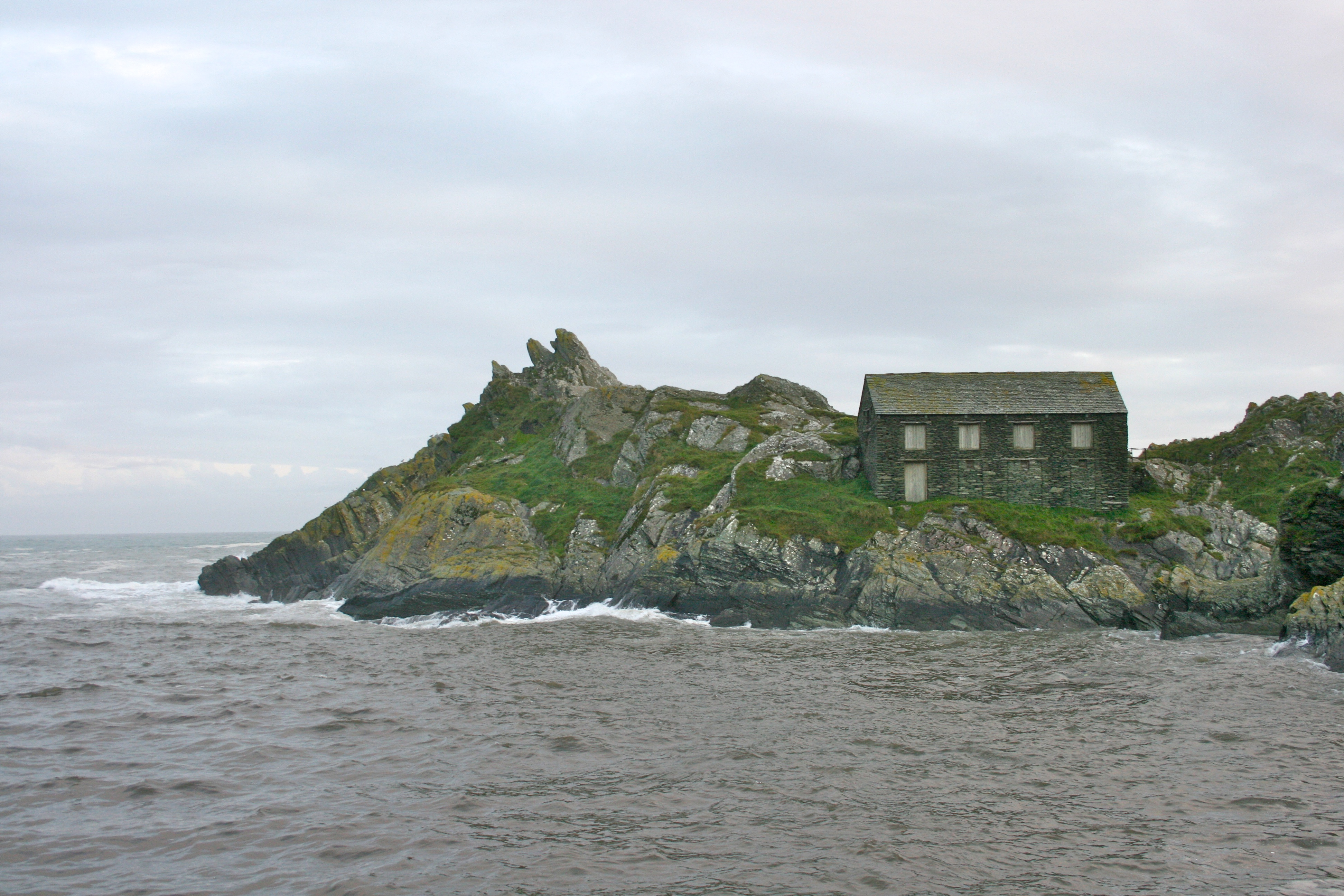
Le Net Loft à Polperro

Polperro (Porthpyra en cornique) est un petit village de Cornouailles (sud-ouest de l'Angleterre), situé au bord de la Manche, qui grâce à son port a vécu de la pêche. De nos jours, c'est une destination touristique prisée, particulièrement l'été.  

## Histoire
Polperro, depuis l'époque médiévale, est tombé sous la juridiction de deux manoirs anciens et séparés, ceux de Raphael dans la paroisse de Lansallos, à l'ouest de la rivière Pol qui traverse le village, et Killigarth à l'est dans la paroisse de Talland, mentionné dans le Domesday Book.
Dès le XIIIe siècle, Polperro est un établissement de pêche reconnu et sa première mention connue est dans un document royal de 1303.
La date de construction de l'ancien quai de Polperro est incertaine mais Jonathan Couch (écrit au milieu du XIXe siècle) a considéré que c'était soit celui mentionné par John Leland, soit celui construit sur le même site. Le nouveau quai de Polperro, également d'un âge inconnu, est situé presque sur un alignement est-ouest un peu plus au large. Il a été construit avant 1774 quand il a subi beaucoup de dégâts dans une tempête. Des parties du port ont été reconstruites après une violente tempête les 19 et 20 janvier 1817, alors que trente grands bateaux, deux senneurs et de nombreux bateaux plus petits ont été détruits et de nombreuses parties du village, notamment les Green et Peak Rock, ont été détruites par les eaux marines, et un certain nombre de maisons ont été balayées. Les dommages ont été estimés à 2 000 livres sterling mais aucune vie n'a été perdue. En novembre 1824, la pire tempête se produisit: trois maisons furent détruites, l'ensemble d'une jetée et la moitié de l'autre furent emportés et près de 50 barques dans le port furent mises en pièces. La nouvelle jetée de Polperro a été conçue pour offrir une meilleure protection pour l'avenir.

## Personnalités liées à Polperro
Le graveur Edward Frederick Ertz et sa femme Ethel Horsfall y fonde en 1902 une école de peinture à l'aquarelle. Le peintre Oskar Kokoschka y habite un an en 1939-1940, comme aussi les écrivains Angela Brazil, Sir Arthur Quiller-Couch (né à Polperro en 1863 et décédé en 1944 à Fowey, à 11 kilomètres à l'ouest) et Horace Walpole, le 4e comte d'Orford.